# 테트로미노

5가지의 자유 테트로미노

테트로미노(tetromino) 또는 4-오미노(4-omino)는 4개의 정사각형으로 이루어진 폴리오미노이다. 5가지의 자유 테트로미노, 7가지의 단면 테트로미노, 19가지의 고정 테트로미노가 있다. 단면 테트로미노 7가지는 테트리스에서 이용된다.

## 종류
자유(free) 테트로미노 5가지, 단면(one-sided) 테트로미노 7가지, 고정(fixed) 테트로미노 19가지가 있다. 아래는 단면 테트로미노 7가지로, J와 L, S와 Z는 자유 테트로미노에서는 각각 같은 모양이다. 고정 테트로미노에는 2가지의 I, 4가지의 J, 4가지의 L, 1가지의 O, 2가지의 S, 4가지의 T, 2가지의 Z가 있다.
- I
- O
- T
- J
- L
- S
- Z

## 직사각형
5가지의 자유 테트로미노를 1조각씩 사용해서는 직사각형을 만들 수 없으며, 2조각씩 사용하여 5×8과 4×10짜리 직사각형을 만들 수 있다.
- 5×8:
- 4×10:

## 같이 보기
- 소마 큐브